# Chiesa di San Michele e del Santo Salvatore
La chiesa di San Michele e del Santo Salvatore era un edificio sacro situato all'interno del borgo di Vico d'Elsa nel comune di Barberino Val d'Elsa in provincia di Firenze.

## Storia
La chiesa era situata all'ingresso del castello di Vico d'Elsa, località citata fin dal 995.
La prima citazione della chiesa di San Salvatore risale al 20 agosto 1260 quando il suo rettore, Tegrimo Aldobrandini, si impegnò a versare 28 staia di grano per il mantenimento dell'esercito fiorentino. Questo è indice di buona salute economica; tale situazione durava ancora alla fine del XIII secolo quando risulta che nelle decime pagate tra il 1276 e il 1290 pagò 5 lire annue che divennero la metà nel 1302. Nel 1286 risulta presente al sinodo fiorentino il rettore di questa chiesa che si chiamava Ammannato.
Dal 1328 appare col titolo di prioria di San Michele, una seconda chiesa che probabilmente era retta da canonici; la maggiore dignità raggiunte era frutto della posizione in cui si trovava Vico d'Elsa, castello posto all'incrocio tra la via Francigena di fondovalle e un diverticolo della via Volterrana sud.
Dal 1409 le due chiese di San Michele e di San Salvatore ebbero il rettore in comune ma dalla relazione fatta in occasione della visita pastorale del 1422 la chiesa di San Salvatore venne trovata senza rettore. Nel 1481 le due chiese vennero riunite ma il loro destino fu diverso: nel 1575 la prioria di San Michele era ancora fiorente mentre la chiesa di San Salvatore era in rovina e circondata dai campi. Nel 1779 venne fondata la Confraternita del Santo Nome di Dio e ancora nel 1788 la chiesa risulta officiata. Successivamente venne profondamente modificata e oggi è ridotta ad uso di rimessa per una vicina fattoria.

## Descrizione
A causa della trasformazione in magazzino il patrimonio artistico è stato rimosso ma dal punto di vista architettonico è ancora possibile leggere le sue proporzioni e i suoi materiali.
La chiesa aveva una pianta ad aula unica priva di abside e con copertura in legno. Si accede all'interno da due porte oggi tamponate: una era in facciata spostata sulla destra rispetto all'attuale ingresso e l'altra si trovava sul fianco sinistro a circa un metro di altezza dal piano stradale, a testimonianza di un notevole abbassamento del terreno. I numerosi assestamenti del terreno hanno causato numerosi danni alla struttura, originariamente realizzata in mattoni e conglomerato, che venne tenuta insieme mediante l'uso di catene e contrafforti.
I numerosissimi interventi di consolidamento hanno portato ad una caotica disposizione dei materiali usati tanto che è impossibile leggere le diverse fasi costruttive dell'edificio ma su tutte ne spiccano due di epoca medievale. Una prima fase costruttiva è visibile sul fianco destro dove fino ad un'altezza di 3-4 metri sono visibili dei conci di arenaria disposti a corsi orizzontali e paralleli appartenenti alla primitiva struttura forse crollata con il terremoto della fine del XII secolo; la seconda riguarda la parete nord e più precisamente il portale con arco estradossato di stile pisano con architrave poggiante su mensole convesse in pietra databile alla metà del XIII secolo.
La facciata è in mattoni e presenta il portale con arco a pieno centro in mattoni poggiante su mensole in arenaria grigia e sovrastato da un'apertura ad occhio.